# 이순신 선무공신교서
이순신 선무공신교서(李舜臣 宣武功臣敎書)는 대한민국 충청남도 아산시, 현충사에 있는 조선시대의 국왕문서이다. 2008년 6월 27일 대한민국의 보물 제1564호로 지정되었다.

## 개요
임진왜란에 빛나는 전공을 세운 충무공 이순신(1545～1598)에게 내린 선무공신교서이다. 충무공 사후 6년 후인 1604년(선조 37, 만력 32)에 내린 선무공신은 임진왜란에서 큰 공을 세운 장군 18명에게 내린 공신칭호로 1등은 이순신, 권율, 원균 등 3인이고, 2등은 신점, 권응수, 김시민, 이정암, 이억기 등 5인, 3등은 정기원, 권협, 유사원, 고언백, 이광악, 조경, 권준, 이순신(李純信), 기효근, 이운룡 등 10명이다.
이 교서는 77행에 걸쳐 이순신이 세운 공적에 대한 찬양과 공신으로 책훈함에 따른 상으로 본인과 부모, 처자를 3계급 승진시키고, 노비 13구와 토지 150결, 은자 10량, 표리 1단, 내구마 1필을 하사한다는 내용을 밝히고 있다. 교서의 이면에는 본 교서를 필서한 사자관인 이경량의 성명이 작은 글자로 필서 되어 있다.
이 선무공신교서는 충무공 이순신이 임진왜란 때 해전에서 활동한 공적과 그에 따른 포상 내역이 자세히 기록되어 있어 임난사연구 자료로서 역사적으로나 학술적·서예사적으로 가치가 있다.

## 같이 보기
- 이순신
- 현충사
- 임진왜란
- 선무공신

## 참고 자료
- 이순신 선무공신교서 - 국가유산청 국가유산포털